# Salah Abu Seif
Salah Abu Seif (em árabe: صلاح أبو سيف, Ṣalāḥ Abū Sayf) (Cairo, 10 de maio de 1915 – Cairo, 23 de junho de 1996) foi um dos mais famosos directores de cinema egípcio, e considerado o padrinho do neo-realismo do cinema no Egipto. Muitos dos 41 filmes que dirigiu são considerados clássicos do cinema egípcio. O seu filme Bidaya wa nihaya (1960) foi a primeira adaptação de uma novela do vencedor do Prémio Nobel Naguib Mahfouz.
Ele é às vezes referido como Salah Abu Saif, Salah Abou Seif ou Salah Abouseif. Em 1977 foi membro do júri no 10º Festival de Cinema de Moscovo.

## Biografia
Salah Abu Seif nasceu em Boulaq, um bairro pobre do Cairo. Foi empregue numa fábrica têxtil e estudou comércio. Converteu-se em assistente de director em 1934. Após ter passado vários anos nas salas de redacção de importantes obras, produziu em 1945 a sua primeira longa-metragem, um remake do filme norte-americano A ponte de Waterloo.
Colaborou frequentemente com a actriz e produtora Faten Hamama, com o actor egípcio Omar Sharif e com Salah Mansour.

## Filmografia
- Dayman fi Qalbi (Always in My Heart) - 1946 دايماً في قلبي
- Al-Muntaqim (The Avenger) - 1947 المنتقم
- Mughamarat Antar wa Abla (The Adventures of Antar and Abla) - 1948 مغامرات عنتر وعبلة
- Sharia al-Bahlawan (Street of the Acrobat) - 1948 شارع البهلوان
- Al-Sakr (The Falcon) - 1950 الصقر
- Al-Hob Bahdala (Love is a Problem) - 1951 الحب بهدلة
- Lak Yawm Ya Zalem (Your Day Will Come) - 1951 لك يوم يا ظالم
- Al-Osta Hassan (Foreman Hassan) - 1952 الأسطى حسن
- Raya wa Sekina (Raya and Sekina) - 1953 ريا وسكينة
- Al-Wahsh (The Monster) - 1954 الوحش
- Shabab Emraa (A Woman's Youth) - 1956 شباب إمرأة
- Al-Fetewa (The Tough) - 1957 الفتوة
- Al-Wessada al-Khalia (The Empty Pillow) - 1957 الوسادة الخالية
- La Anam (Sleepless) - 1957 لا أنام
- Mugrem fi Agaza (Criminal on Holiday) - 1958 مجرم في إجازة
- Al-Tarik al-Masdud (The Blocked Road) - 1958 الطريق المسدود
- Haza Howa al-Hob (This is the Love) - 1958 هذا هو الحب
- Ana Horra (I Am Free) - 1959 أنا حرة
- Bayn al-Samaa wa al-Ard (Between Heaven and Earth) - 1959 بين السماء والأرض
- Lawet al-Hob (Agony of Love) - 1960 لوعة الحب
- Al-Banat wa al-Saif (The Girls and the Summer) - 1960 البنات والصيف
- Bidaya wa nihaya (A Beginning and an End) - 1960 بداية ونهاية
- La Tutf'e al-Shams (The Sun Will Never Set) - 1961 لا تطفىء الشمس
- La Wakt lil Hob (No Time for Love) - 1963 لا وقت للحب
- Ressala Min Emraa Maghoula (Letter from an Unknown Woman) - 1963 رسالة من إمرأة مجهولة
- Al-Kahira 30 (Cairo 30) - 1966 القاهرة 30
- Al-Zawga al-Thaniya (The Second Wife) - 1967 الزوجة الثانية
- Al-Qadia 68 (The Case 68) - 1969 القضية 68
- Thalath Nessaa (Three Women) - 1969 ثلاث نساء
- Shia min al Azab (A Bit of Suffering) - 1969 شيء من العذاب
- Fajr al-Islam (Dawn of Islam) - 1971 فجر الإسلام * Al-Sayed Kaaf (Mr. Kaaf) - 1994 السيد كاف
- Hammam al-Malatily (The Bathhouse of Malatily) - 1973 حمام الملاطيلي
- Al-Kadab (The Liar) - 1975 الكداب
- Sana Oula Hob (First Year Love) - 1976 سنة أولى حب
- Sakatat fi Bahr al-Asal (She Fell in the Honey Sea) - 1977 سقطت في بحر العسل
- Al-Saqqa Mat (The Water-Carrier Is Dead) - 1977 السقا مات
- Al-Mugrem (The Criminal) - 1978 المجرم
- Al-Qadisiya (The Qadisiya) - 1982 القادسية
- Al-Bidaya (The Beginning) - 1986 البداية
- Al-Moaten Masry (The Egyptian Citizen) - 1991 المواطن مصري

## Prémios
- Mughamarat Antar wa Abla (1948) nomeado para o "Grande Prémio do Festival" no Festival de Cinema de Cannes 1949
- Al-Wahsh (1954) nomeado para o "Grande Prémio do Festival" no Festival de Cinema de Cannes de 1954
- Shabab Emraa (1956) nomeado para a "Palma de Ouro" no Festival de Cinema de Cannes de 1956
- Al-Fetewa (1957) nomeado para o "Urso de Ouro de Berlim" no Festival de Cinema de Berlim
- Bidaya wa Nihaya (1960) nomeado para o prémio "Grand Prix" no 2º Festival de Cinema de Moscovo[4]
- Al-as-saqqa Mat (1977) ganhou o prémio de "Melhor Filme do Ano" na Associação de Cinema Egípcio
- Al-Qadisiya (1981) nomeado para o "Prémio de Ouro" no 12º Festival de Cinema de Moscovo[5]
- Al-Moaten Masry (1991) nomeado para o "Ouro de San Jorge" no 17º Festival de Cinema de Moscovo[6]